# Cashmere Wright
Pour les articles homonymes, voir Wright.
Cashmere Akeem Wright, né le 9 janvier 1990 à Savannah en Géorgie aux États-Unis, est un joueur américain de basket-ball.

## Palmarès
- Championnat des Pays-Bas (1) :
  - Vainqueur : 2014.
- Coupe des Pays-Bas (1) :
  - Vainqueur : 2014.